# Pilar Baumeister
Pilar Baumeister (* 25. August 1948 als Pilar Andreo Vila in Barcelona, Spanien; † 19. Dezember 2021) war eine spanisch-deutsche Autorin von Lyrik, Romanen, literaturwissenschaftlichen Essays und Erzählungen. Sie war seit ihrer Geburt blind, schrieb aber nur sekundär über blindenspezifische Themen wie in ihrer Dissertation oder in einigen Kurzgeschichten wie in Blind, aber nicht unfruchtbar. Ihre Literatur ist besonders von Kafka, Multiperspektivität und Surrealismus geprägt.

## Leben
Pilar Baumeister kam 1948 in Barcelona zur Welt und lebte ab 1975 in Deutschland: die ersten vier Jahre in Bonn und Marburg, ab 1979 in Köln. Sie studierte deutsche, englische und russische Philologie. 1990 promovierte sie an der Universität zu Köln in Germanistik mit der Dissertation Die literarische Gestalt des Blinden im 19. und 20. Jahrhundert – Klischees, Vorurteile und realistische Darstellungen des Blindenschicksals.
1992 begründete sie mit anderen Autoren den bundesweiten Verein Blinde und sehbehinderte Schriftsteller und ihre Freunde e. V., der sich nach kurzer Existenz auflöste, aus dem aber das künstlerische europaweite Projekt Lyrikbrücken von Bernd Kebelmann und anderen blinden Lyrikern aus zehn Ländern entstand.
Ab 2006 leitete sie als Sprecherin von Schriftstellern mit multikulturellen Wurzeln Projekte, die Lesungen von Migrantenautoren in deutscher Sprache fördern. Bis zu ihrer Pensionierung 2013 arbeitete sie über 30 Jahre lang als Verwaltungsangestellte bei einem Energieversorgungsunternehmen. Gelegentlich war sie als Dozentin für Spanisch in der VHS Köln und als literarische Übersetzerin tätig.
2018 wurde sie Mitglied im PEN-Zentrum Deutschland, und ab 2019 war sie Mitglied des Bundesvorstands im Verband deutscher Schriftstellerinnen und Schriftsteller. Sie starb im Dezember 2021 und wurde am 28. Dezember 2021 auf dem Kalker Friedhof in Köln-Merheim beigesetzt.

## Veranstaltungen
- Häufige Lesungen in Spanien, Madrid und Segovia, in Kulturzentren, Cafés und in der deutschen Abteilung mehrerer Gymnasien und Sprachschulen
- Verschiedene Auftritte im Dunkeln mit anderen blinden Lyrikern auf der Leipziger Buchmesse 2009 und beim Berliner Jubiläum der Lyrikbrücken 2013
- Auftritte im Rahmen der Buchmesse Migration in Bonn
- Lesungen der Interkulturellen Woche Köln bis 2012 und Folgelesungen mit Migrantenautoren
- Festival der multikulturellen Literatur in NRW 2015, das von ihr organisiert wurde

## Werke (Auswahl)
- De vivos y muertos y otros misterios, Madrid, Editorial Nuevos Ekkos, colec. La palabra inquieta 2021; ISBN 978-84-948511-9-3.
- Dos países que se quieren, historias de España y Alemania, Toledo, 2018; ISBN 978-84-945889-5-2.
- Leichte psychische Störungen, Norderstedt, 2016; ISBN 978-3-7392-3358-1.
- Getrübte Beziehungen – Erzählungen, Norderstedt, 2015; ISBN 978-3-7392-0519-9.
- Die Gedankenleserin – Eine fantastische Novelle, Norderstedt, 2015; ISBN 978-3-7386-2854-8.
- Me escondí, pero gritaba para que me oyesen – Poemas de Minerva y otras voces, (spanisch), Norderstedt, 2015; ISBN 978-3-7347-7129-3.
- A pesar de Franco – Los mejores momentos, (spanisch), Norderstedt, 2015; ISBN 978-3-7347-6689-3.
- Bis Morgen – Geschichten über Wiederholungsrituale, Norderstedt, 2015; ISBN 978-3-7347-9076-8.
- Exotische Geschichten – Wo komme ich her?, Norderstedt, 2014; ISBN 978-3-7347-4194-4.
- Das Schiff Pardis für alle, auch für die Blinden, zweisprachiges Märchen (deutsch-spanisch), Bonn, 2011; ISBN 978-3-938114-63-6.
- Wir schreiben Freitod … Schriftstellersuizide in vier Jahrhunderten, Frankfurt am Main. 2010; ISBN 978-3-631-60458-8.
- Lyrikbrücken, Zehn blinde Dichter aus zehn Ländern Europas, mehrsprachige Anthologie, Berlin, 2009; ISBN 978-3-928832-30-4.
- Zwei Länder, die sich lieben, Geschichten aus Spanien und Deutschland, Bonn, 2006; ISBN 978-3-938114-26-1.
- Die Erfindung des Erlebten. Geschichten über Behinderung, Erotik, Jenseits, Essen, 2000; ISBN 978-3-928401-30-2.
- Dissertation: Die literarische Gestalt des Blinden im 19. und 20. Jahrhundert, Frankfurt am Main, 1990; ISBN 978-3-631-43509-0.
- Frauenstimmen im Weltraum, Norderstedt, 2016; ISBN 978-3-7412-5273-0.
- Das Zittern der Witwen, Norderstedt, 2016; ISBN 978-3-8391-4744-3.